# Peter Hyams
Peter Hyams (Nueva York; 26 de julio de 1943) es un escritor, director de cine y guionista estadounidense.

## Biografía
Hyams nació en Nueva York, hijo de Ruth Hurok y Barry Hyams. Su abuelo era Sol Hurok, un empresario ruso, y su hermana es la directora de casting Nessa Hyams.

## Carrera
Hyams estudió arte y música en el Hunter College antes de trabajar en diversas series televisivas.
Luego comenzó a filmar documentales y se mudó a Los Ángeles (California), donde vendió su primer guion, T.R. Baskin, a Paramount Pictures, en 1971.
En los años 70 su carrera se centró en la televisión, pero a partir de los años 80 se enfocó más en el cine, gracias al éxito de su película Atmósfera cero.
En 2005 dirigió la película El sonido del trueno, la cual sufrió varios problemas durante su producción.

## Filmografía

### Cine
- Nuestro tiempo (Our Time, 1974)
- Manos sucias en la ciudad  (Busting, 1974)
- Un detective curioso (Peeper, 1975)
- Capricornio Uno (Capricorn One, 1978)
- La calle del adiós (Hanover Street, 1979)
- Atmósfera cero (Outland, 1981), protagonizada por Sean Connery
- Los jueces de la ley (The Star Chamber, 1983)
- 2010: The Year We Make Contact (1984) (secuela de la película 2001: A Space Odyssey)
- Apunta, dispara y corre (1986) Running Scared
- Más fuerte que el odio (1988) The Presidio
- Testigo accidental (Narrow Margin, 1990), protagonizada por Gene Hackman
- Permanezca en sintonía  (1992), Stay Tuned
- Timecop (1994), con Jean-Claude Van Damme
- Muerte súbita (Sudden Death, 1995), con Jean-Claude Van Damme
- The Relic (1997)
- End of Days (1999), protagonizada por Arnold Schwarzenegger
- El mosquetero (2001)
- El sonido del trueno (A Sound of Thunder, 2005)
- Más allá de la duda (Beyond a reasonable doubt, 2009)
- Cerco al enemigo (Enemies Closer, 2013)